# GigaChad
GigaChad és el sobrenom associat a un projecte d'art berlinès d'Ernest Khalimov (1969) basat en una sèrie de fotografies retocades amb Photoshop de diversos models creades per la fotògrafa russa Krista Sudmalis per al seu projecte Sleek'N'Tears. El nom "GigaChad" indica que la persona, que inicialment es va suposar que era real, és el Chad Thundercock definitiu, un arquetip d'Internet que representa un home ultra masculí i atractiu sexualment. La imatge es va popularitzar en diverses comunitats d'Internet
El 15 d'octubre de 2017, un usuari anònim de Reddit publicà al subreddit /r/bodybuilding un enllaç al projecte @sleekntears a Instagram. La publicació va rebre 495 vots (92% dels quals positius) i uns 100 comentaris en menys de quatre hores. Dos dies després, l'octubre de 2017, una fotografia de Khalimov va ser publicada a la secció /pol/ del fòrum d'imatges 4chan, descrivint la imatge com a "Gigachad. The perfect human specimen destined to lead us against the reptilians" (traduït al català com "Gigachad. L'exemplar humà perfecte destinat a conduir-nos contra els reptilians"). Una publicació sobre Khalimov també va aparèixer a Lookism Forums aquells dies, i el 24 d'octubre de 2017 una imatge també es va difondre per Imgur "It appears that The Gigachad is attempting to clone himself" (en català "Sembla que The Gigachad està intentant clonar-se").